# Onthophagus basilewskyi
Onthophagus basilewskyi là một loài bọ cánh cứng trong họ Bọ hung (Scarabaeidae).